# Koma
Koma es una banda de groove metal procedente de Pamplona (Navarra, España).

## Biografía
Su primera maqueta, publicada en 1995, se vendió rápidamente, con un total de mil ejemplares, y comienzan a tocar en bares y gaztetxes con Brigi al micrófono, el cual siempre había estado en la batería. En abril de 1996 publican con la discográfica GOR un disco con el mismo nombre que la banda, lo cual les da pie a iniciar una gira de 57 conciertos por el resto de España a finales de ese año.
Mientras continúan dando conciertos graban su segundo CD titulado El infarto y lo publican en octubre de 1997, del cual se vendieron 10 000 copias en 10 días. Hicieron un total de 71 conciertos en una gira que duró de octubre de 1998 a enero de 1999.
Sus siguientes actividades consistieron en colaboraciones, como por ejemplo convertir su conocido tema "Aquí huele como que han fumao" en "Equi güel comu que fumaron" para una recopilación a favor de la normalización lingüística del asturiano, L'asturianu muévese, o una versión para Aurtengo Gorakada del grupo Itoiz de nombre "Marea Gora", el cual se convirtió en todo un éxito en el País Vasco.
En el año 1999 lanzan su siguiente trabajo: El catador de vinagre. Lo graban en los estudios Elkarlanean de San Sebastián con su productor habitual Miguel Aizpún. La banda va cogiendo experiencia y adeptos por todo el territorio y sus discos consiguen cada vez más tirada, además cambian de compañía y firman por Locomotive Music.
Después de estos cambios y de una gran gira graban su cuarto trabajo de estudio en el año 2000 llamado Criminal, con el que consiguen un hueco en festivales de rock como Viña Rock 2001 y Machina 2001. Además, graban un concierto en directo en el Kafe Antzokia en julio de 2001 que publicarían con el nombre Molestando a los vecinos a finales de ese mismo año. Viña Rock supone un punto de referencia en la siguiente etapa, ya que se toman un respiro en sus actividades que dura desde la edición del año 2003 a la del 2004 de ese mismo festival, lo cual daba pie a rumores que hablaban sobre la ruptura de la banda.
Este parón les da tiempo a preparar su siguiente trabajo titulado Sinónimo de ofender, que vería la luz en el verano de 2004, el cual vendría acompañado de un DVD grabado durante un concierto en los sanfermines en su ciudad de origen (Pamplona). Además, por primera vez Koma graba un vídeo musical fuera de los escenarios del tema "Imagínatelos cagando" que sería emitido por cadenas como Sol Música y MTV. El disco consigue una gran aceptación por parte del público y los medios especializados ocupando primeros puestos en diversas listas de venta.
El cantante y frontman 'Brigi Duque' colaboró en una canción del quinto disco de Marea, Las aceras están llenas de piojos, llamada "Nana de Quebranto".
El 22 de octubre de 2007 salió a la venta su sexto disco de estudio titulado Sakeo. El primer sencillo del disco fue la canción que da título al disco "Sakeo". Posteriormente lanzaron un segundo sencillo de la canción "El sonajero".
Después de estar tres años en la carretera promocionando este disco en salas y festivales, a finales de 2010 entran a grabar el nuevo disco en los estudios de sonido M.A.V. en Zizur Mayor (Navarra). Este séptimo disco de estudio titulado La maldición divina salió a la venta el 1 de marzo de 2011. En él se puede encontrar un sonido más heavy y unas letras irónicas tal como la banda nos ha deleitado en anteriores discos. El primer sencillo de este disco es "La almohada cervical".
El 14 de junio de 2012 el cantante y líder del grupo, Brigi Duque, anunciaba el abandono de grupo con el siguiente comunicado:

Tras casi 20 años pilotando el tren de Koma quiero comunicar que me bajo en la próxima estación. Quiero esperar un tiempo para montarme en un futuro en otro tren. Agradezco a todos mis compañeros y seguidores lo vivido en todos estos años y espero que todos disfrutemos de los próximos conciertos. Nos veremos de nuevo más adelante! Salud!
Brigi Duque

La intención de los otros tres miembros del grupo (Rafa, Natxo y Juan Carlos), una vez finalizada la gira (el 1 de diciembre de 2012 en Pamplona), fue en un principio mantener con vida a Koma y publicar nuevo trabajo en la primavera de 2013; aunque finalmente no fue así. 
En noviembre de 2012, varios meses después de la decisión de Brigi, la banda anunció el cese de actividad definitivo de Koma. El comunicado del grupo es el siguiente:

Varios meses después de la decisión de Brigi de abandonar la banda, Juan Carlos ha tomado el mismo camino y abandona Koma. Dadas las circunstancias hemos decidido cesar la actividad de Koma después de 18 años en el mundo del rock and roll.

Lo haremos con tres últimos conciertos de despedida: (23.11 Zaragoza, 24.11 Bilbao y 29.12 Pamplona). En breve tendréis noticias sobre el nuevo proyecto de Rafa y Natxo.
Nos gustaría agradecer a todas las personas que han trabajado con nosotros a lo largo de todos estos años (oficinas de contratación, mánagers, road managers, backliners, técnicos, promotores, salas, festivales...) pero, sobre todo, queremos agradecer el tremendo apoyo que hemos sentido de nuestros fans y del público en general.
Todo ha sido perfecto gracias a vosotros. 

¡¡Larga vida al rock and roll!!

La banda dio su último concierto de despedida el día 29 de diciembre de 2012 en el festival Hatortxu Rock.
En la actualidad, Brigi Duque toca la batería en el grupo El Drogas, anteriormente llamado Txarrena.
Por otra parte, los ex componentes Rafa Redín y Natxo Zabala crearon en 2013 el grupo "Sakeo". La banda publicó su álbum debut titulado "La muda" a principios de 2014.
Juan Carlos desde 2015 es el batería del "Boni" sacando el disco de estudio "Incandescente".
El 26 de febrero de 2018, tras casi seis años de parón, Koma emite un comunicado con la vuelta a los escenarios en una nueva gira llamada "La fiera nunca duerme".

KOMA VOLVEMOS A LOS ESCENARIOS CON LA NUEVA GIRA ‘LA FIERA NUNCA DUERME’

Koma volvemos a los escenarios después de casi 6 años de inactividad. La banda creada en 1995 editó 8 trabajos discográficos hasta 2012 en la que vino su disolución. Pero nada es para siempre, las ganas de volver a tocar juntos ha hecho que la banda se reúna de nuevo y presente las primeras fechas de su gira.
Koma

Un día después, el grupo Sakeo, formado por los excomponentes Rafa Redín y Natxo Zabala anuncia su disolución; lo que abre las puertas a un futuro nuevo disco, publicándose finalmente un álbum recopilatorio con regrabaciones de sus grandes éxitos en 2018.

Anunciamos la disolución de SAKEO, Nacho y Rafa retoman sus andadas con KOMA, agradecemos a quienes en estos casi 6 años os pasasteis por nuestros conciertos y a quienes formasteis parte de una o otra manera, Abrego, Elizaldes tío y sobrino, Juan Luis y muchos mas,
David y Arkaitz continuaremos nuevos proyectos cada uno por su lado de los que en breve tendréis noticias, GRACIAS!
Sakeo

## Miembros

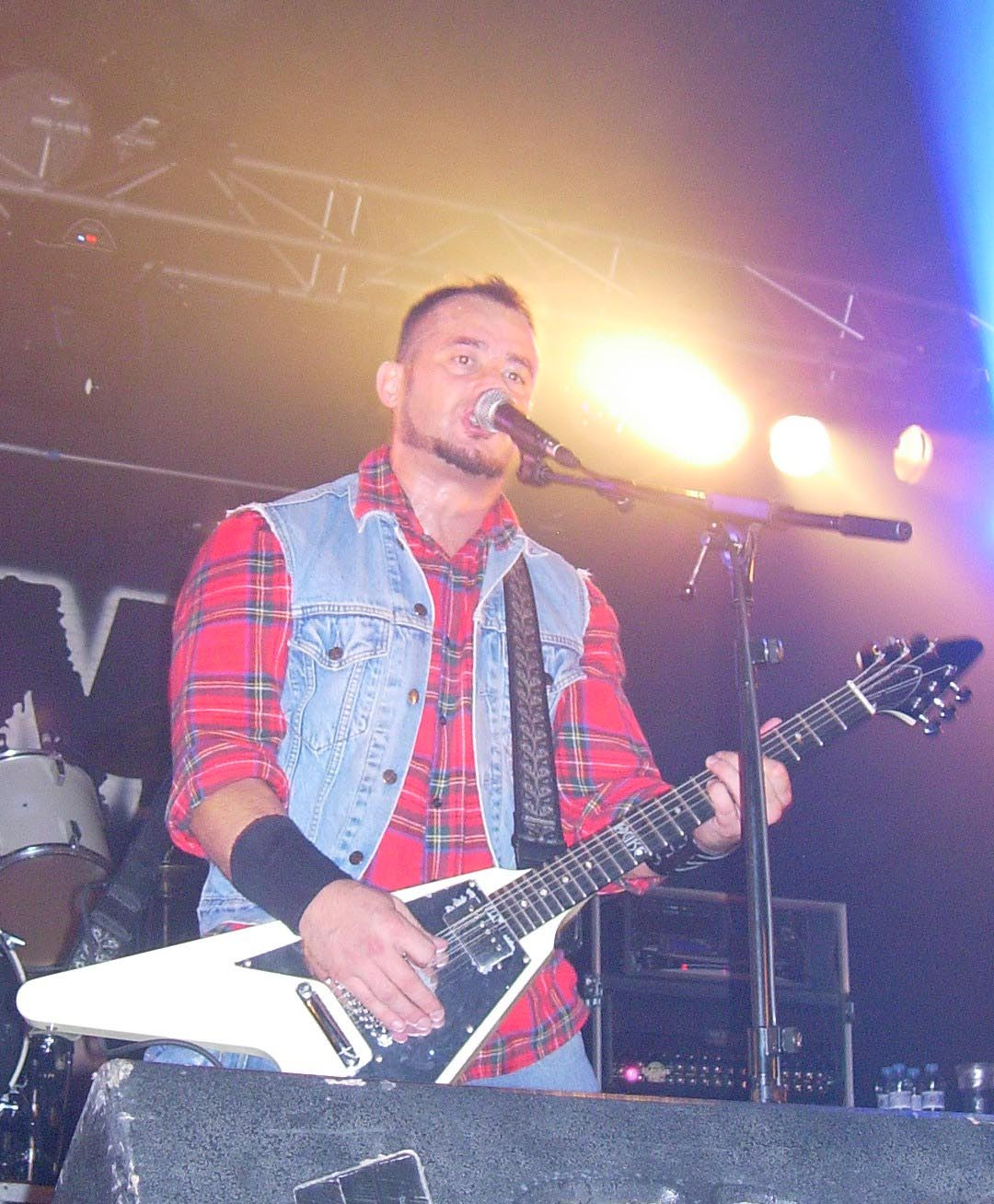
Brigi en el concierto de Irura, 2007

- Brígido Duque (voz y guitarra)
- Rafael Redín (bajo)
- Natxo Zabala (guitarra)
- Juan Karlos Aizpún (batería)

## Versiones de Koma
El grupo ha realizado varias versiones de grupos en discos tributo, compilaciones y hasta en sus propios discos.
- Marea Gora (Itoiz). Incluida en el álbum El infarto (1997)
- Equí güel comu que fumaron (Koma). Versión en asturiano de la canción del primer disco, incluida en el álbum L'asturianu muévese (1997)
- Oihu (Berri Txarrak). Incluida en el DVD "Hatortxurock V". Colaboración de Koma con el cantante de Berri Txarrak (Gorka Urbizu) (2002)
- Con Las Botas Sucias (Barón Rojo). Incluida en el álbum Larga vida al... Volumen brutal (2002)
- Baga Biga Higa (Mikel Laboa). Incluida en el álbum Sinónimo de ofender (2004)
- Las Paredes (Parabellum). Incluida en el álbum Tributo a Parabellum (2006)
- La Única (Canción tradicional San Fermín). Incluida en el álbum '16 kolore, jai bat' (2007)
- Bagaré (Gontzal Mendibil). Incluida en el álbum La maldición divina (2011)

## Discografía
- Maqueta, 1995.
- Koma (GOR, 1996).
- El infarto (GOR 1997).
- El catador de vinagre (GOR 1999).
- Criminal (Locomotive Music, 2000).
- Molestando a los vecinos (Locomotive Music, 2001).
- Sinónimo de ofender (Locomotive Music, 2004).
- Sakeo (Maldito Records, 2007).
- La maldición divina (Maldito Records, 2011).
- La fiera nunca duerme (Autoeditado, 2018).
- Una ligera mejoría antes de la muerte (Autoeditado, 2024).